# Robert Coulondre
Robert Coulondre (ur. 11 września 1885 w Nîmes, zm. 6 marca 1959 w Paryżu) – francuski dyplomata.
Stał na czele departamentu ekonomicznego francuskiego Ministerstwa Spraw Zagranicznych. W latach 1936–1938 był ambasadorem Francji w Moskwie, a w latach 1938-1939 w Berlinie.
3 września 1939 roku Coulondre przekazał ultimatum rządu francuskiego w związku z niemiecką napaścią na Polskę. W 1940 był ambasadorem w Bernie.